# ハートヤイ国際空港
ハートヤイ国際空港（ハートヤイこくさいくうこう、タイ語: ท่าอากาศยานหาดใหญ่、英語: Hat Yai International Airport ）は、タイ王国南部の政治経済の中心都市であるソンクラー県クローンホーイコーン郡クローンラー町にある国際空港である。

## 概要
ハートヤイ郡市街地中心部より南西方向に約12kmの位置にある。空港名はハートヤイ国際空港であるがハートヤイ郡の隣のクローンホーイコーン郡に位置する。イスラーム過激派によるテロ事件が頻発しているため、空港の手前には検問がある。

## 就航航空会社と就航都市

### 国内線
| 航空会社               | 就航地                                                            |
| ---------------------- | ----------------------------------------------------------------- |
| タイ国際航空           | バンコク/スワンナプーム                                           |
| タイ・エアアジア       | バンコク/ドンムアン、チェンマイ、ウタパオ、チェンライ、コーンケン |
| ノックエア             | バンコク/ドンムアン                                               |
| タイ・ライオン・エア   | バンコク/ドンムアン、チェンマイ、ウドーンターニー                 |
| バンコク・エアウェイズ | プーケット                                                        |

### 国際線
| 航空会社   | 就航地           |
| ---------- | ---------------- |
| エアアジア | クアラルンプール |
| スクート   | シンガポール     |
| 昆明航空   | 昆明             |

## 統計
|      | 旅客数    | 発着数 |
| 2013 | 2,465,370 | 17,056 |

## 空港へのアクセス

### 鉄道
タイ国有鉄道南本線ハートヤイ駅まで約12kmの距離である。

### 道路
- 乗合ミニバス（100バーツ）
- タクシー